# Liga Mexicana de Béisbol 1969
La Temporada 1969 de la Liga Mexicana de Béisbol fue la edición número 45. Se mantuvieron los mismos 8 equipos de la campaña anterior. El calendario constaba de 154 juegos en un rol corrido, el equipo con el mejor porcentaje de ganados y perdidos se coronaba campeón de la liga.
Los Broncos de Reynosa obtuvieron el único campeonato de su historia al terminar la temporada regular en primer lugar con marca de 91 ganados y 63 perdidos, con 3 juegos de ventaja sobre el segundo lugar los Sultanes de Monterrey. El mánager campeón fue Miguel Sotelo.

## Equipos participantes
| Liga Mexicana de Béisbol 1969 |           |                       |                       |           |
| Equipo                        | Fundación | Ciudad                | Estadio               | Capacidad |
| Broncos de Reynosa            | 1963      | Reynosa, Tamaulipas   | Adolfo López Mateos   | 10,000    |
| Charros de Jalisco            | 1946      | Guadalajara, Jalisco  | Tecnológico de la UDG | 4,000     |
| Diablos Rojos del México      | 1940      | México, D. F.         | Seguro Social         | 25,000    |
| Pericos de Puebla             | 1938      | Puebla, Puebla        | Ignacio Zaragoza      | 22,000    |
| Petroleros de Poza Rica       | 1958      | Poza Rica, Veracruz   | Jaime J. Merino       | 10,000    |
| Rojos del Águila de Veracruz  | 1903      | Veracruz, Veracruz    | Deportivo Veracruzano | 12,000    |
| Sultanes de Monterrey         | 1939      | Monterrey, Nuevo León | Cuauhtémoc            | 8,000     |
| Tigres Capitalinos            | 1955      | México, D. F.         | Seguro Social         | 25,000    |

## Posiciones
| Liga Mexicana de Béisbol | Liga Mexicana de Béisbol | Liga Mexicana de Béisbol | Liga Mexicana de Béisbol | Liga Mexicana de Béisbol |
| Equipo                   | JG                       | JP                       | PCT                      | JV                       |
| ------------------------ | ------------------------ | ------------------------ | ------------------------ | ------------------------ |
| Reynosa                  | 91                       | 63                       | .591                     | -                        |
| Monterrey                | 88                       | 66                       | .571                     | 3.0                      |
| Jalisco                  | 82                       | 70                       | .539                     | 8.0                      |
| Águila                   | 81                       | 73                       | .526                     | 10.0                     |
| México                   | 74                       | 80                       | .481                     | 17.0                     |
| Puebla                   | 72                       | 82                       | .468                     | 19.0                     |
| Poza Rica                | 66                       | 87                       | .431                     | 24.5                     |
| Tigres                   | 60                       | 93                       | .392                     | 30.5                     |

| Campeón de la Liga |

## Juego de Estrellas
El Juego de Estrellas de la LMB se realizó el 18 de agosto en el Parque del Seguro Social en México, D. F. La selección de Mexicanos se impuso a la selección de Extranjeros 5 carreras a 2.

## Designaciones
Se designó como novato del año a Luis Lagunas de los Charros de Jalisco.

## Acontecimientos relevantes
- 27 de abril: Héctor Espino de los Sultanes de Monterrey conectó el hit 1,000 de su carrera frente a Gregorio Polo de los Tigres Capitalinos.
- 27 de abril: Héctor Espino de los Sultanes de Monterrey recibe 4 bases intencionales ante los Tigres Capitalinos, empatando marca.
- 19 de mayo: Héctor Espino de los Sultanes de Monterrey conecta 2 jonrones en contra los Rojos del Águila de Veracruz, imponiendo récord de 8 cuadrangulares en 6 juegos consecutivos.
- James Horsford de los Sultanes de Monterrey lanzó 30 Juegos Completos, récord vigente.[2]